# Джурадж IV Црноєвич
Джурадж IV (*Ђурађ Црноjeвић, д/н —1514) — князь Зети у 1490—1496 роках.

## Життєпис
Походив з династії Црноєвичів. Син Івана I, князя Зети, та албанської княгині Гойслави Аріаніт. Здобув гарну освіту, знання з астрономії, математики, геометрії. В останні роки (1480-ті) панування Івана I заміняв його в управлінні.
У 1490 році після смерті батька стає князем Зети, але прийняв титул герцога. Присягнув на вірність османському султану. Того ж року одружився з родичкою венеційського намісника Котора. Основну увагу приділяв поширенню культурних знань, зокрема, було засновано першу друкарню в Зеті. В ній між 1493 та 1496 роками було надруковано 5 церковних книг.
У 1496 році, коли почав формувати антиосманську коаліцію, османи вдерлися до князівства. Під тиском ворога Джурадж IV вимушений був залишити державу й перебратися до Венеції. Владу успадкував його брат Стефан. Звертався по допомогу до короля Франції, Папи Римського з проханням допомогти повернути трон, але марно. У 1497 році був заарештований в Венеції за звинуваченням у співпраці з османами. Лише у 1498 році вийшов на волю. 
На початку 1500 року на запрошення Феріз-бея перебрався до Скутарі. Потім у Стамбулі від Баязида II отримав маєток (тімар) в Анатолії і став османським сипахом. Помер тут у 1514 році.